# دبی هری
دبرا آنهاثور هَری (به انگلیسی: Deborah Ann Harry) مشهور به «دِبی هری» (متولد ۱ ژوئیه ۱۹۴۵ در میامی فلوریدا) خواننده، آهنگساز و بازیگر آمریکایی است که بیشتر شهرتش را در مقام خوانندهٔ اصلی گروه موسیقی (بند) پانک راک، موج نوی بلاندی کسب کرده است. پس از موفقیت‌های بلاندی، او به موقعیت متوسطی به عنوان یک خوانندهٔ انفرادی رسیده است. چهار آهنگ او با گروه بین سال‌های ۱۹۷۹ تا ۱۹۸۱ به شماره ۱ جدول ایالات متحده رسید. هری که در میامی، فلوریدا به دنیا آمد، به عنوان یک نوزاد به فرزندی پذیرفته شد و در نیوجرسی بزرگ شد. بعد از دانشگاه او قبل از پیشرفتش در صنعت موسیقی، به مشاغل مختلفی - به عنوان رقصنده، و منشی (از جمله در بی‌بی‌سی در نیویورک) مشغول شد.
او بلاندی را در سال ۱۹۷۴ در شهر نیویورک تشکیل داد. گروه اولین آلبوم استودیویی خود را در سال ۱۹۷۶ منتشر کرد و سه آلبوم استودیویی دیگر از آن زمان تا سال ۱۹۷۹ منتشر کرد، از جمله خطوط موازی، که شش تک آهنگ از جمله «قلب شیشه ای» را تولید کرد. پنجمین آلبوم استودیویی آن‌ها، Auto american (1980)، موفقیت‌هایی مانند کاور «The Tide Is High» و «Rapture» را ایجاد کرد، که اولین آهنگ رپ در نظر گرفته می‌شود که در جدول شماره یک در ایالات متحده قرار گرفت. هری اولین آلبوم استودیویی انفرادی خود را با نام KooKoo در سال ۱۹۸۱ منتشر کرد. در طول دوران بلوندی، او حرفه بازیگری را آغاز کرد و در نقش‌های اصلی در نئو نوآر Union City (1980) و فیلم ترسناک بدن دیوید کراننبرگ Videodrome (1983) ظاهر شد. او دومین آلبوم استودیویی انفرادی خود را با نام Rockbird در سال ۱۹۸۶ منتشر کرد و در فیلم رقص کالت «اسپری مو» جان واترز (۱۹۸۸) بازی کرد.
او دو آلبوم انفرادی دیگر را بین آن زمان تا سال ۱۹۹۳ منتشر کرد، قبل از بازگشت به فیلم با نقش‌هایی در قسمتی از فیلم ترسناک Body Bags (1993) به کارگردانی جان کارپنتر و در درام Heavy (1995) نقش آفرینی کرد. بلوندی در اواخر دهه ۱۹۹۰ دوباره متحد شد، بدون خروج (۱۹۹۹) و پس از آن نفرین بلوندی (۲۰۰۳) منتشر شد. هری در طول دهه ۲۰۰۰ به حضور در فیلم‌های مستقل از جمله Deuces Wild (2002)، زندگی من بدون من (۲۰۰۳) و مرثیه (۲۰۰۸) ادامه داد. او با بلوندی نهمین آلبوم استودیویی گروه را با نام «هواس دختران» در سال ۲۰۱۱ منتشر کرد و پس از آن آلبوم Ghosts of Download (2014) منتشر شد. یازدهمین آلبوم استودیویی گروه، Pollinator در سال ۲۰۱۷، در جدول شماره ۴ در بریتانیا قرار گرفت.

## زندگی شخصی و کاری

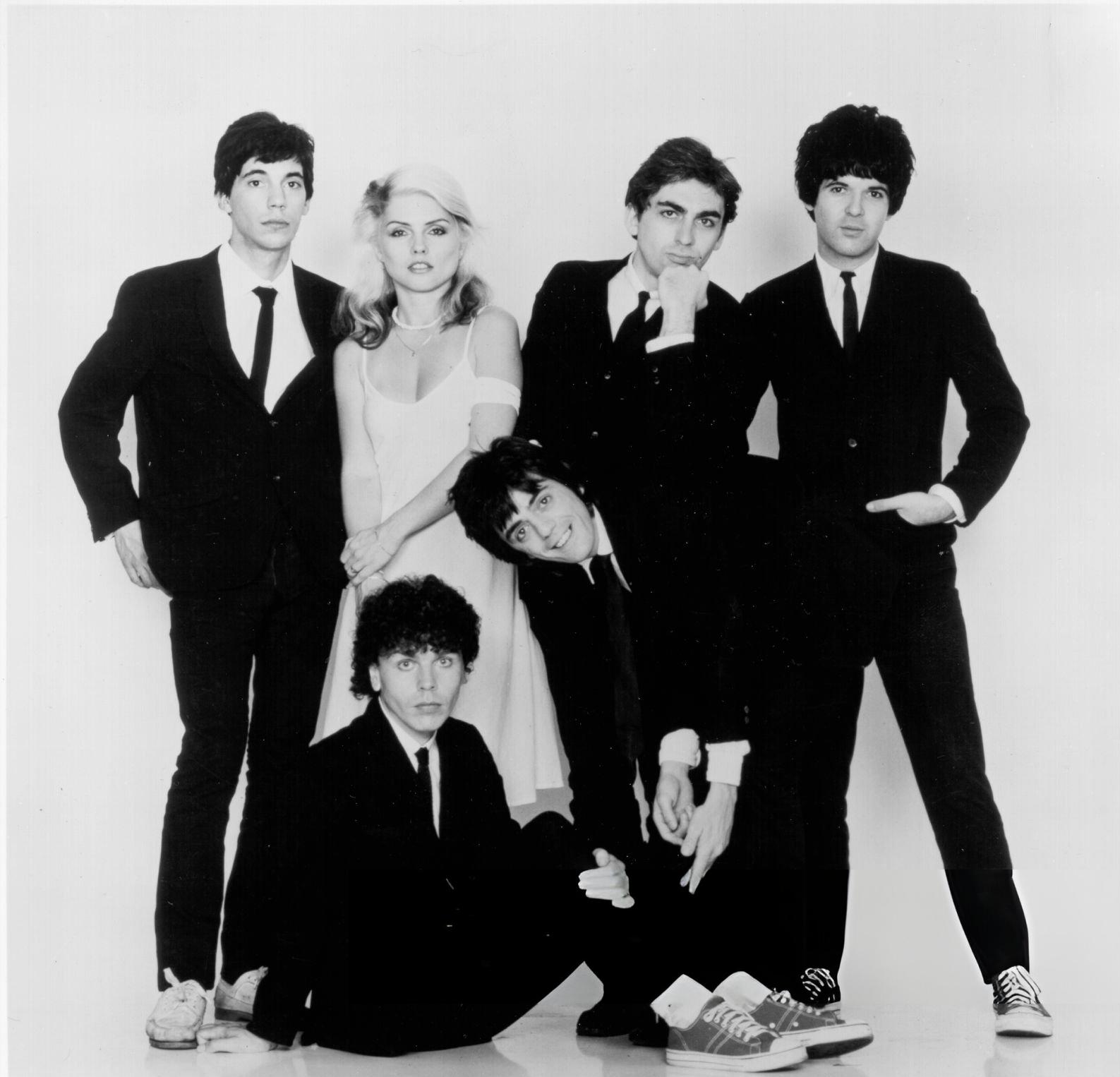
بلاندی (گروه موسیقی)

هری در ۱ ژوئیه ۱۹۴۵، در آنجلا تریمبل در میامی، فلوریدا به دنیا آمد. در سه ماهگی، او توسط کاترین (پترز خواهرزاده) و ریچارد هری، صاحبان فروشگاه‌های هدیه در هاثورن، نیوجرسی، پذیرفته شد و به دبورا آن هری تغییر نام داد. هری در چهار سالگی از فرزندخواندگی خود مطلع شد. در ابتدا او تصمیم گرفت که محل والدین خود را پیدا کند اما با این وجود، در اواخر دهه ۱۹۸۰، مادرش را که یک پیانیست کنسرت بود، پیدا کرد که ترجیح داد با هری رابطه برقرار نکند. او در خاطرات خود به یاد می‌آورد که پسر بچه بود و بیشتر دوران کودکی خود را با بازی در جنگل‌های مجاور خانه اش گذراند. هری در دبیرستان هاثورن تحصیل کرد و در سال ۱۹۶۳ فارغ‌التحصیل شد. او در سال ۱۹۶۵ از کالج سنتناری در هاکتتاون، نیوجرسی با مدرک دانشیار هنر فارغ‌التحصیل شد. قبل از شروع حرفه خوانندگی، او در اواخر دهه ۱۹۶۰ به شهر نیویورک نقل مکان کرد و به مدت یک سال در آنجا به عنوان منشی در دفتر رادیو بی‌بی‌سی کار کرد. بعدها، او یک پیشخدمت در کانزاس سیتی مکس، یک رقصنده در دیسکوک در شهر یونیون، نیوجرسی شد.

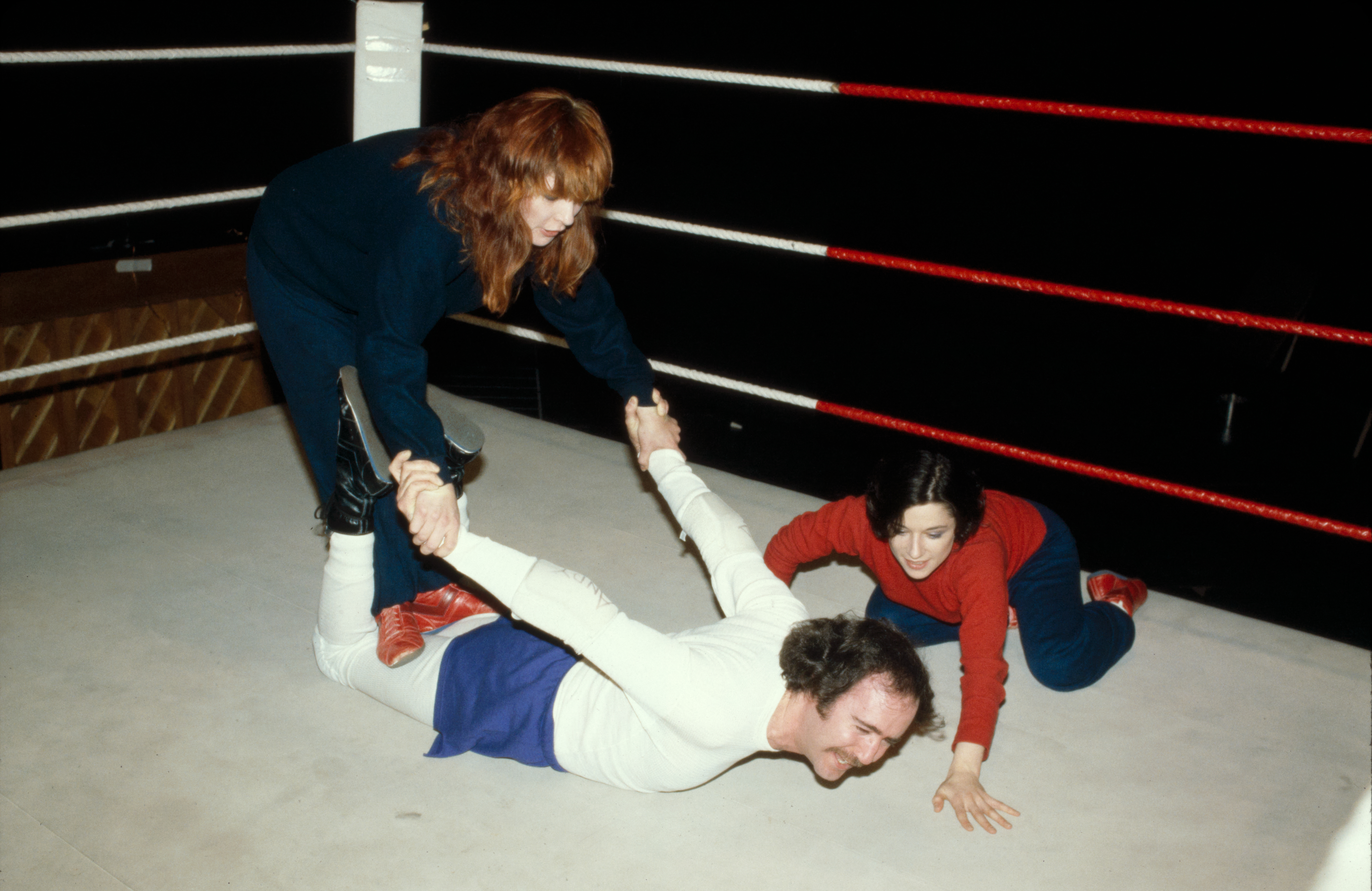
هری و اندی کافمن در رینگ کشتی کج سال ۱۹۸۳

هری با کریس استین گیتاریست گروه بلاندی در رابطه بود. این زوج در سال ۱۹۸۷ از هم جدا شدند، اما با هم دوست باقی ماندند. در سال ۲۰۱۱، هری گفت که او و استین هر دو در طول رابطه خود مصرف‌کننده مواد مخدر بوده‌اند، و آنها مدتی را در یک کلینیک توانبخشی گذرانده‌اند و دیگر مواد مخدر مصرف نکرده‌اند. هری مادرخوانده دو دختر استین است. در سال ۲۰۱۴، هری فاش کرد که در جوانی چندین رابطه با زنان داشته است. هری در کتاب خاطرات خود در سال ۲۰۱۹، Face It: A Memoir، توصیف می‌کند که در جریان سرقت از خانه‌ای که با استین مشترک بوده، مورد تجاوز جنسی قرار گرفته است. او همچنین نوشت که در اوایل دهه ۱۹۷۰، قاتل زنجیره ای تد باندی او را به داخل ماشینش در شهر نیویورک فریب داد، اما او فرار کرد. توصیف هری از وسیله نقلیه سفید رنگی که در داخل آن برهنه شده بود و دستگیره در سرنشین را از دست داده بود، مطابق با خودروی فولکس واگن باندی ۱۹۶۸ بود که در حال رانندگی بود، اما مقامات معتقد بودند که او در آن زمان در فلوریدا بوده است. Ann Rule، نویسنده بیوگرافی باندی The Stranger Beside Me، اظهار داشت که ادعاهای اشتباه در مورد آدم‌ربایی باندی نسبتاً رایج هستند.
از سال ۲۰۱۹، هری با چهار سگش در شهر نیویورک و در شهرستان مونموث، نیوجرسی زندگی می‌کند.
همچنین از دیگر فعالیت‌های او می‌توان به بازی در فیلم‌های رضایت، شیطان وحشی، تمام چیزی که می‌خواهم، سنگین و برای همیشه، لولو اشاره کرد.

## بشر دوستی

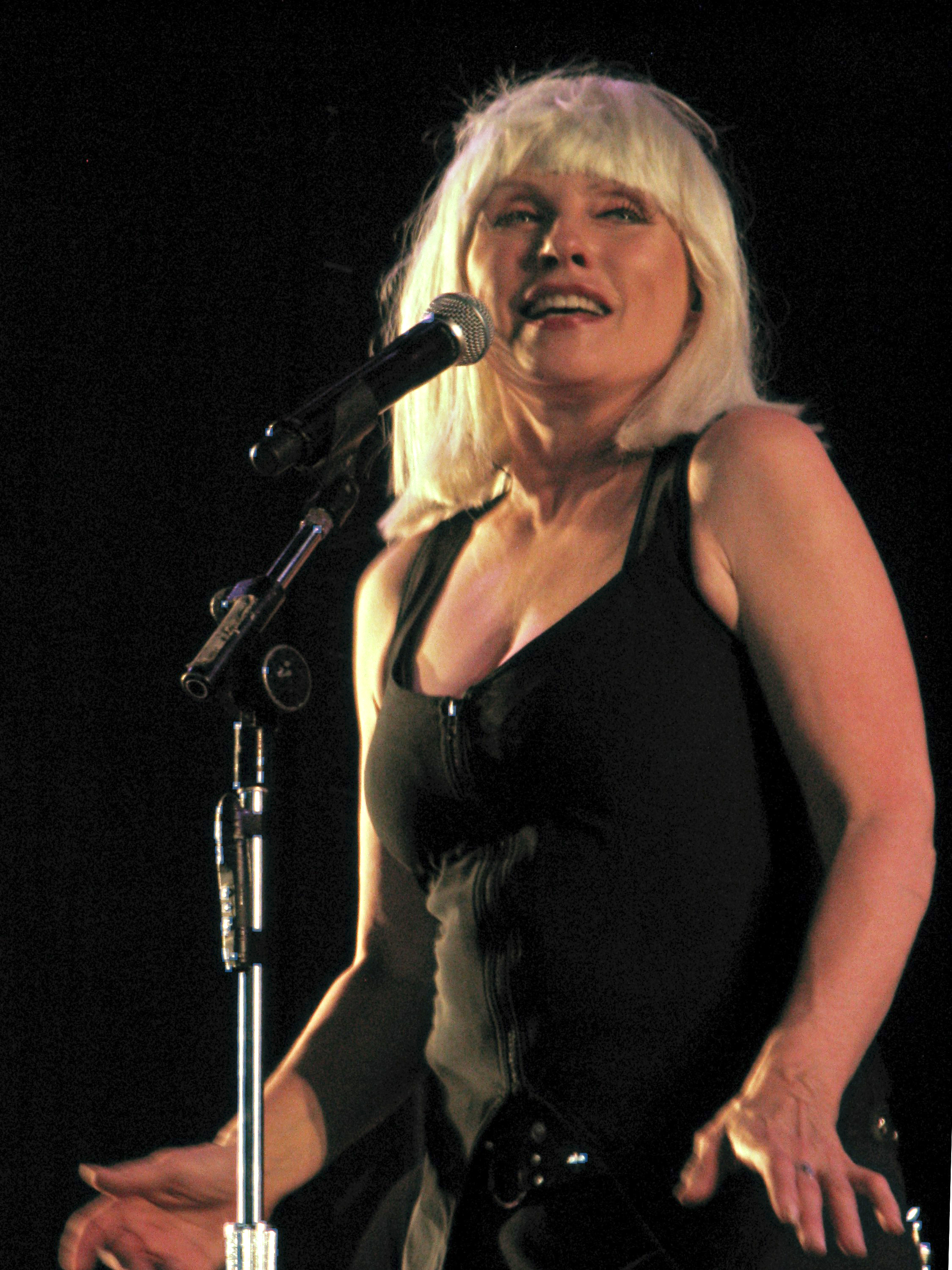
هری در فستیوال هلند سال ۲۰۱۱

در مصاحبه ای در سال ۲۰۱۱، هری گفت که "پس از مشاهده التون جان و تلاش‌های خستگی ناپذیر او برای مبارزه با اچ آی وی/ایدز، الهام گرفته شده است تا بشردوستی را اولویت اصلی خود قرار دهد. او گفت: "این چیزها اکنون برای زندگی من مهم هستند. من این امتیاز را دارم که بتوانم درگیر شوم، بنابراین انجام می‌دهم. من افرادی مانند التون جان را تحسین می‌کنم که از موقعیت خود برای انجام کارهای بسیار خوب استفاده کرده‌اند. برخی از موسسات خیریه ترجیحی می‌گویند هری شامل مواردی است که به مبارزه با سرطان و اندومتریوز اختصاص داده شده است.